# Augochloropsis isabelae
Augochloropsis isabelae là một loài Hymenoptera trong họ Halictidae. Loài này được Engel mô tả khoa học năm 2008.